# Wang Zhiyong
Wang Zhiyong (* 3. Januar 1979) ist ein ehemaliger chinesischer Leichtathlet, der sich auf das Kugelstoßen spezialisiert hat.

## Sportliche Laufbahn
Erste internationale Erfahrungen sammelte Wang Zhiyong vermutlich im Jahr 2001, als er bei der Sommer-Universiade in Peking mit einer Weite von 17,85 m in der Qualifikationsrunde ausschied. 2003 belegte er bei den Militärweltspielen in Catania mit 18,43 m den sechsten Platz und im Jahr darauf gewann er bei den erstmals ausgetragenen Hallenasienmeisterschaften in Teheran mit 17,93 m die Bronzemedaille hinter den Iranern Amin Nikfar und Ali Rahmani. 2007 beendete er dann seine aktive sportliche Karriere im Alter von 28 Jahren. 
2003 wurde Wang chinesischer Meister im Kugelstoßen.

## Persönliche Bestleistungen
- Kugelstoßen: 19,23 m, 7. Mai 2001 in Shanghai
  - Kugelstoßen (Halle): 18,32 m, 20. Februar 2001 in Peking